# Echidna rhodochilus
Echidna rhodochilus is een straalvinnige vissensoort uit de familie van murenen (Muraenidae). De wetenschappelijke naam van de soort is voor het eerst geldig gepubliceerd in 1863 door Bleeker.